# Palmar de las Islas y Salinas de San José

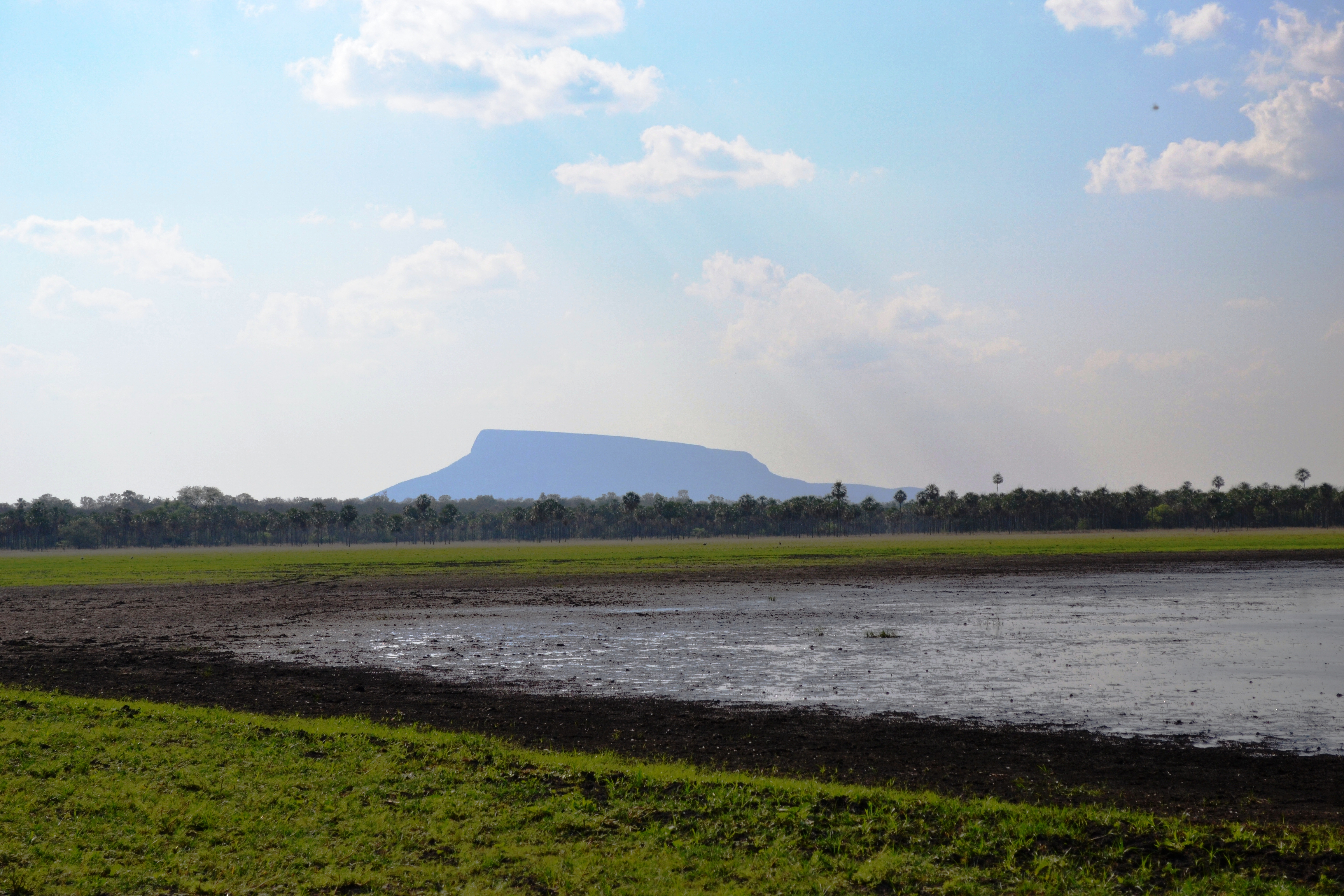
Palmar de las Islas y Salinas de San José

Palmar de las Islas y Salinas de San José es una zona de humedales de Bolivia, ubicada en la región del Gran Chaco y declarada Sitio Ramsar el 17 de septiembre de 2001.

## Características

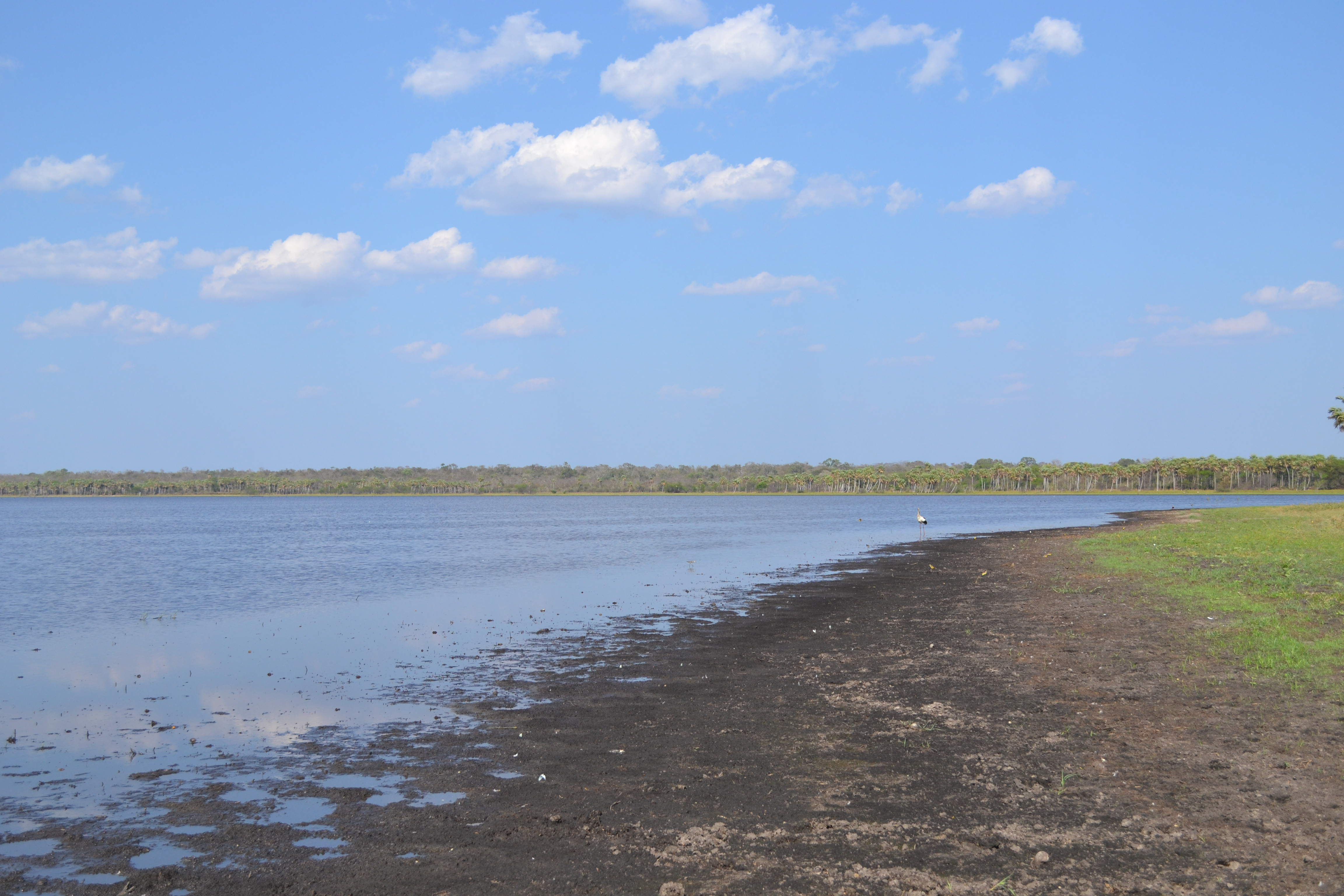
Laguna en el Palmar de las Islas y Salinas de San José.

Es un lugar de tierras bajas con vegetación abierta de palmerales, principalmente de la especie copernicia alba, y tierras altas con monte xerófilo en estado mayormente prístino, y una red de pequeñas lagunas y canales que abastecen de agua a un número considerable de especies animales. Se encuentra en las coordenadas 19°15′S 061°00′O, en el extremo sureste de la provincia de Cordillera, en el departamento de Santa Cruz, en la parte sureste del Parque nacional y área natural de manejo integrado Kaa Iya del Gran Chaco.
Como se trata de los únicos humedales de esa extensa zona de bosques del Chaco Boreal, son fundamentales para muchas especies durante fases esenciales de sus ciclos vitales; por ejemplo, para la reproducción de varias especies de anfibios y reptiles. Los cuerpos de agua también tienen importancia estacional, especialmente para mamíferos mayores como pecaríes y tapires, que se congregan en torno a ellos durante la estación seca. La zona ha sido utilizada tradicionalmente casi en exclusividad por los indígenas ayoréodes, que practican un régimen nómada de explotación de recursos, dedicándose a la caza, la recolección y la agricultura de subsistencia.

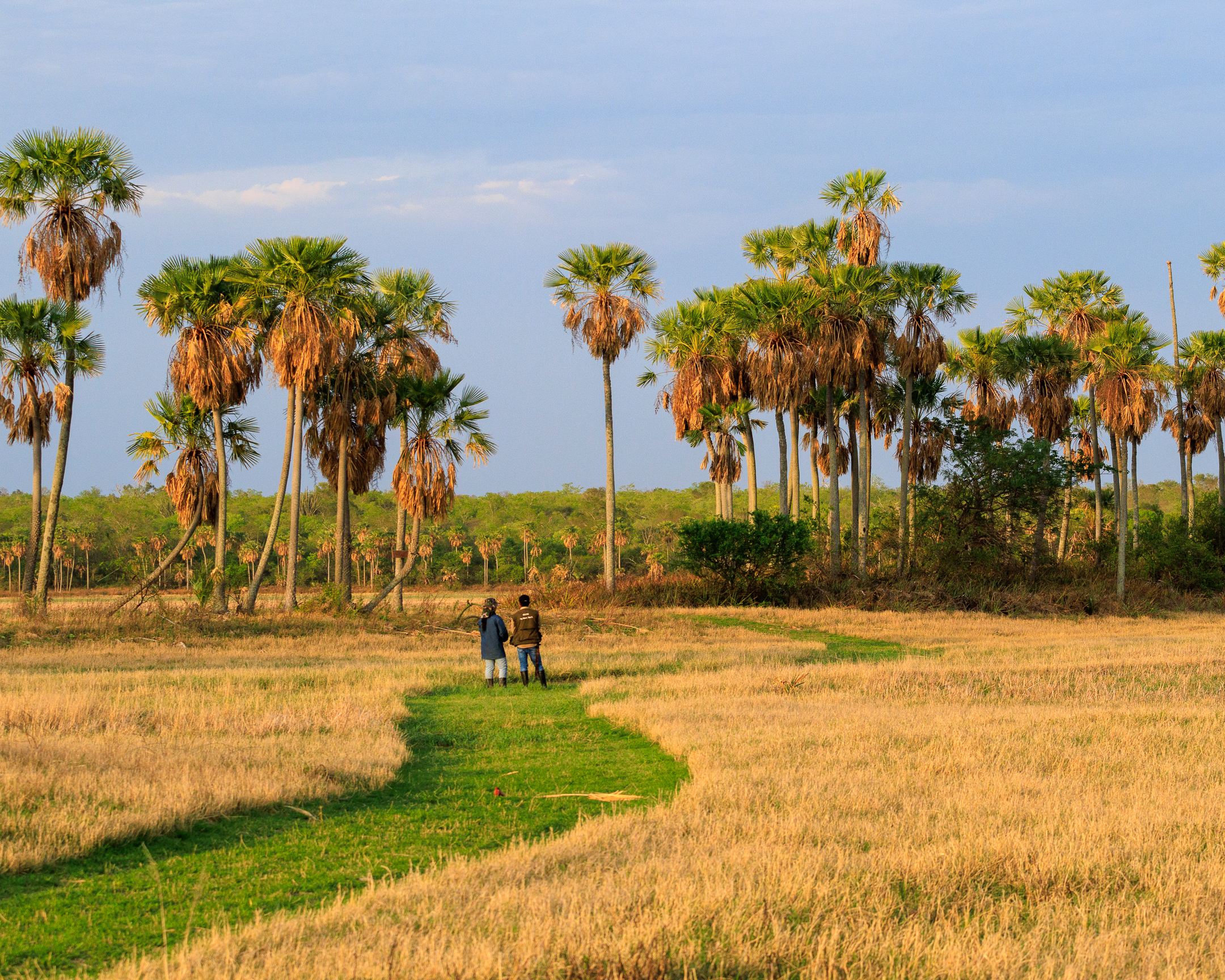
Laguna en época seca.

El área denominada Palmar de las Islas se extiende por ambos lados de la frontera Bolivia-Paraguay. En la parte paraguaya se encuentra ganadería extensiva. La frontera agrícola está avanzando desde el sur debido a la alta fertilidad de los suelos de la región.